# 김태한 (뮤지컬 배우)
김태한(1979년 4월 28일 ~ )은 대한민국의 배우이다.

## 학력
- 서울예술대학 연극과

## 출연작

### 뮤지컬
- 1998년 어사 박문수
- 2001년 더 리허설
- 2003년 카르멘
- 2003년 그리스
- 2003년 남자 넌센스
- 2006년 알타 보이즈
- 2007년 아이시떼르
- 2008년 록키호러쇼
- 2008년 대장금
- 2008년 컴퍼니
- 2009년 미스타 조
- 2010년 달콤한 인생
- 2011년 광화문 연가
- 2011년 아가씨와 건달들
- 2013년 지저스 크라이스트 슈퍼스타
- 2013년 하이스쿨 러브온
- 2014년 라스트 로얄 패밀리
- 2014년 라카지
- 2015년 무한동력
- 2016년 아랑가
- 2017년 레드북
- 2017년 아마데우스

### 영화
- 2003년 살인의 추억 - 고참의경 역
- 2005년 그때 그사람들 - 송준형 역
- 2007년 오래된 정원 - 태한 역
- 2010년 여의도 - 후배 형사 역
- 2017년 커피메이트 - 친구 역